# Manuel de Rivera

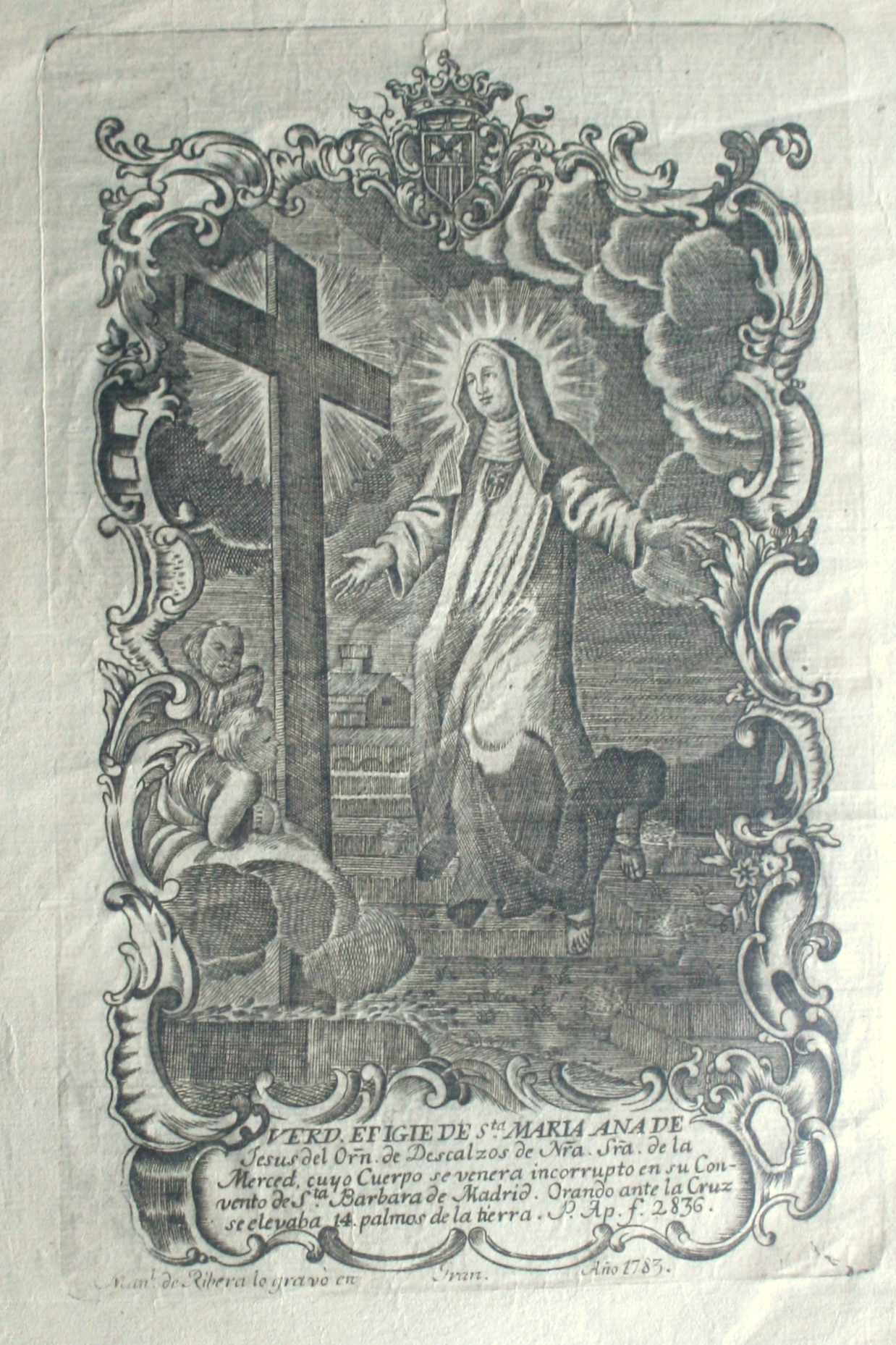
Mariana de Jesús. Firma: Man^{l} de Ribera lo gravó en / Gran.[ada] / Año 1783. Inscripción: «Verdadera efigie de S^{ta} María Ana de Jesús del Orñ de Descalzos de N^{ra}. S^{ra}. de la Merced, cuyo Cuerpo se venera incorrupto en su Convento de S^{ta} Bárbara de Madrid. Orando ante la Cruz se elevaba 14 palmos de la tierra. P. Ap. F. 2836»

Manuel de Rivera o Ribera (Granada, ft., 1748-1794) fue un calcógrafo español activo en Granada.
Según Antonio Gallego, Rivera es el más famoso de los grabadores granadinos del siglo XVIII «por un turbio asunto de falsificación de reliquias y pretendidos hallazgos arqueológicos en el Albaicín, grabados que se publicaron en los Paseos por Granada y sus contornos de Juan Flores y Juan de Echevarría, y que se airearon en un sonado juicio». De los hallazgos, que se estuvieron produciendo entre 1754 y 1763, en los que se mezclaban algunas pocas antigüedades auténticas con burdas falsificaciones interesadas en relación con los anteriores hallazgos de los plomos del Sacromonte o el Voto de Santiago, se ocupan José Godoy Alcántara en su Historia crítica de los falsos cronicones, y Julio Caro Baroja en Las falsificaciones de la Historia.
Los grabados de Manuel de Rivera, abiertos por dibujo de Lorenzo Marín —un joven pintor que fue encarcelado al instruirse el proceso por hallársele sellos y otros documentos falsificados en relación con el voto de Santiago— y bajo la dirección del racionero de la catedral granadina Juan de Flores Ordouz, principal responsable de la superchería, además de ser empleados en los memoriales preparados por los descubridores para hacérselos llegar a las autoridades civiles y eclesiásticas, que era realmente a lo que iban destinados, acabaron siendo recogidos en el libro de Manuel Doz, Razón del Juicio seguido en la ciudad de Granada..., publicado en 1781. En él se encuentra también una descripción del método de trabajo seguido por Rivera. En su declaración, al abrirse las pesquisas judiciales, Rivera explicó a quienes lo interrogaban que para reflejar en sus grabados con la mayor fidelidad los hallazgos epigráficos, «colocaba un papel embebido en aceyte para sacar las letras por el original», y el calco obtenido lo trasladaba luego al cobre. La Biblioteca Nacional de España tiene una colección de cuarenta de esos grabados, con las signaturas INVENT/25895-INVENT/25934. 
Se le conocen, además, estampas sueltas de devoción, como la que reproduce «El Milagroso Simulacro de la Purísima Concepción, que se venera en el coro baxo de Madres Capuchinas de Granada» (1768), o la también granadina Virgen de los Dolores del convento de franciscanos.